# Marcel De Backer
Marcel De Backer (Gentbrugge, 10 februari 1921 - Gent, 11 juli 1990) was een veelzijdig Belgisch kunstenaar.

## Levensloop
In 1954, na zijn huwelijk met Lisette de Vleeschauwer verhuisde hij naar de Gentse Savaanstraat. Vanaf 1968 woonde hij in de Rijsenbergstraat. 
Hij deed zijn middelbare studies aan de Rijksnormaalschool in Gent en studeerde verder opvoedkundige wetenschappen aan de Gentse universiteit. Door oorlogsomstandigheden onderbrak hij die studies. Hij was vervolgens:
- onderwijzer aan de Gentse stadsscholen (1945-1960);
- leraar in het Stedelijk Technisch Instituut Carels-Nicaise (1960-1974).

De Backer was een veelzijdig man: dichter, prozaïst, auteur van toneel- en poppenspelteksten voor kinderen en volwassenen, auteur van luisterspelen en van teksten voor radio en televisie, essays, aforismen, een musical, een film, kunstschilder en kunstfotograaf.
Hij was actief betrokken bij het culturele leven van Gent, als organisator van kunsttentoonstellingen en als animator van allerlei manifestaties voor volwassenen en voor kinderen. Hij was ook bestuurslid van de Leesclub Boekuil en maakte een uitgebreide fotografische portrettenreeks van tal van gastsprekers.
Samen met zijn echtgenote stichtte hij in 1977 de Gentse Kunstvereniging Spectraal die geregeld activiteiten organiseerde, vooral in het Kunstcentrum De Gouden Pluim aan de Vrijdagmarkt nr. 12. 

## Publicaties
- de langspeelfilm Prelude tot de dageraad (1958) speelde zich af in Gent met Gentse acteurs
- Spijkerschrift op de tijd (1963), poëzie
- Belofte bij de beek (1964), roman
- De zwaluwen zijn terug (1965), roman
- Verdwaalde mens (1985), poëzie
- de kindermusical Kinderen van de vrede (1988), die zich afspeelde op de Gentse Vrijdagmarkt.

## Prijzen
- Premio Internationale Litteratura “F. Garcia Lorca”  voor poëzie, Rome, 1986
- Prix de France international pour poésie libre, Brussel, 1988
- Golden Poet Award uitgereikt door de World of Poetry, Sacramento, California, 1987, 1988, 1989 voor Nederlandse gedichten met Engelse vertaling